# Siófok
Siófok (madžarska izgovorjava: [ˈʃijoːfok]; nemško Fock; latinsko Fuk) je mesto v županiji Somogy na Madžarskem na južnem bregu Blatnega jezera. Je druga največja občina v Šomodski županiji in sedež okrožja Siófok. Zajema površino približno 124,66 km² med Blatnim jezerom, Mezőföldom in zunanjim gričevjem Somogy. Leži ob zalivu kanala Sió in služi kot najpomembnejša logistična postaja za blago med Blatnim jezerom in reko Donavo.
Mesto je druga najbolj priljubljena počitniška destinacija na Madžarskem (za Budimpešto) zaradi svoje 17 kilometrov dolge obale, več kot 1000 hotelov ter številnih barov, restavracij in nočnih klubov. Siófok je ena izmed turistično najbogatejših občin na Madžarskem. Madžari mesto pogosto imenujejo »prestolnica Blatnega jezera«, saj je največje mesto na njegovi obali in deluje kot finančno, kulturno, medijsko, trgovsko in turistično središče severnega dela Šomodske županije in južne obale Blatnega jezera.

## Etimologija
Fuk je kot vaško ime prvič omenjeno leta 1137 med občinami davkoplačevalcev. V Tabula Hungariae (izšla leta 1528) se pojavlja kot Fok. Besedna sestava Siófok je v uporabi od leta 1790.

## Zgodovina

### Antika
Območje današnjega Siófoka je bilo poseljeno že v času Rimskega cesarstva. Rimski osvajalci so prišli sem v 1. stoletju našega štetja. Mesto je ležalo na poti, ki je vodila od Sopianae (danes Pécs) preko Tricciane (danes Ságvár) do Arrabone (danes Győr). Po zapisih Seksta Avrelija Viktorja iz 3. do 4. stoletja našega štetja je cesar Galerij leta 292 našega štetja zgradil zapornico za izčrpavanje Lacus Pelso (latinsko ime Blatnega jezera) na območju Siófoka in izkrčil gozdove.

## Srednji vek
Po madžarski osvojitvi Panonske nižine je naselje omenjeno v ustanovnem pismu opatije Tihany iz leta 1055 z naslednjim: Rivulus namque, qui dicitur Fuk fluens, kar pomeni, da iz Blatnega jezera izvira majhen potok, imenovan tudi Fuk (danes Sió). Navaja tudi, da so ljudje imeli prehod skozi starejši most in tudi brod.
Po drugi mongolski invaziji na Madžarsko je bil Fok ponovno naseljen.
Leta 1552 je Osmansko cesarstvo zavzelo Fok in njegovo okolico. Siófok je postal vojaška postojanka Osmanov, ki so tam zgradili tudi trdnjavo. Grad Siófok je stal na hribu Granarium blizu mesta, kjer je danes bolnišnica. Dve leti po obleganju Budima (1686) je bila regija osvobojena osmanske okupacije. Fok je postal last Veszprémskega kapitlja, ki je tja naselil ljudi in jim leta 1693 zgradil leseno cerkev.

### Obdobje Habsburžanov
V času Rákóczijevega boja za neodvisnost se je znamenita Siójeva obrambna linija Jánosa Bottyána končala pri trdnjavi Siófok. Leta 1705 je transilvanski knez Franc II. Rákóczi vasi podaril pečat, ki danes služi kot grb Siófoka.
Baročna župnijska cerkev je bila zgrajena v čast Brezmadežnemu spočetju leta 1736.
Velik industrijski napredek se je v naselju začel v 19. stoletju. Od leta 1810 je skozi Siófok že potekala poštna pot Transilvanija-Adria. Tam je od leta 1867 delovala prva samostojna pošta.
Leta 1810 so v vasi začeli urejati vodo. Nato so po zamisli Józsefa Beszédesa, vodnega inženirja, očistili strugo reke Sió, ponovno zagnali mline, gladina Blatnega jezera se je znižala za en meter, s čimer so pridobili 20.638 hektarjev zemlje in nadaljnjih 2450 hektarjev nove zemlje je bilo ustvarjenih na območju Siója.
Ustanovitev Balatoni Gőzhajózási Részvénytársaság ('Parna ladijska družba Balaton') leta 1846 je prinesla pomembne spremembe v življenju naselja. Pri tem sta imela veliko vlogo Lajos Kossuth, ki je osebno napisal listino poslovnega združenja, in István Széchenyi kot predsednik podjetja. Istega leta, 21. septembra, je bil na Blatnem jezeru v vodo izpuščen prvi parnik Kisfaludy.
Leta 1861 je bila uradno odprta železnica med Budimom in Nagykanizso. Železniška postaja je bila dokončana leta 1863 (čeprav se vlak tam ustavljal že od leta 1861), leto kasneje pa je bilo zgrajeno prvo pristanišče, zaščiteno s pomolom. Istega leta so odprli novo zapornico na reki Sió za nadzor gladine Blatnega jezera. Leseno zapornico so leta 1893 zamenjali z železno. Naselje je leta 1865 dobilo naziv trga, kar je pomenilo dovoljenje za prirejanje državnega sejma. Takrat je bil Siófok še majhen z 200 hišami in 1500 prebivalci.
V Siófoku, ali kot so ga mnogi takrat imenovali Zsidófok (zsidó pomeni 'Žid' v madžarščini, glede na vire je bil to bolj opisen kot pejorativen izraz) je nekoč živela številčna judovska skupnost. V začetku 1860-ih jih je bilo 347, tu je živelo 70 trgovcev, ki so imeli pomembno vlogo pri tem, da je mesto postalo privlačno letovišče v Evropi.
Leta 1866 je bil v biltenu Zala-Somogy objavljen prvi oglas o naselju z naslovom Balatontavi Fürdő Siófok. Najemnik Ignác Vég' je sklenil 12-letno pogodbo o najemu kopališča z Veszprémskim kapitljem, ki je bila podaljšana za nadaljnjih 12 let. Leta 1878 zgrajeno kopališče Magyar Tenger ('Madžarsko morje'), ustvarjeno po načrtih gradbenega podjetja Neuschlass v švicarskem slogu, z okrašeno fasado, salonom za sto oseb, velikimi okni, ki so gledala na vodo, dvonadstropna razgledna soba, osemdeset kopalnih kabin.
Veszprémski kapitelj je leta 1885 začel parcelirati parcele in začela se je gradnja današnjega kopališča. Zanimiva znamenitost pokrajine na Balatonu je, da je bila večina prvih lastnikov vil slikarjev: Mór Than, Pál Vágó, Tivadar Feledi-Flesch (zet Mihályja Zichyja) in vila Artúrja Tölgyessyja so bili takrat v Siófoku.
Leta 1888 je Gábor Baross dodelil državno pomoč za reorganizacijo Balatoni Gőzhajózási Részvénytársaság ('Parna ladijska družba Balaton'). Leta 1889 je bila splovljena nova potniška ladja Kelén, leta 1891 pa sta bili dokončani Helka in novi Kelén.
Aprila 1891 je bila ustanovljena Siófok Balatonfürdő Rt ('Siófok Balaton kopališka korporacija'), ki je odkupila pravice do kopališča od kapitlja Veszpréma in kupila 24 hektarjev veliko območje za gradnjo hiš in parkov. Od leta 1884 do 1905 je bil vodja podjetja Henrik Glatz, ustanovitelj Franklin Irodalmi és Nyomdai Rt. Odprli so se večji hoteli: Sió, Hullám in kasneje Central Hotel.
Leta 1900 je začelo delovati Balatoni Halászati Részvénytársaság ('Ribiško podjetje Balaton'). Istega leta je bilo zgrajeno prizorišče konjskih dirk s tribuno za 1500 ljudi. Mesto je bilo tudi cilj najbolj obiskanih plavalnih in teniških tekmovanj ob Blatnem jezeru.
Zaradi živahnega življenjskega sloga je Siófok postal priljubljen kraj za bivanje več madžarskih umetnikov in igralcev (npr. Frigyes Karinthy, Gyula Krúdy, Árpád Latabár, Gyula Kabos).
Leta 1904 je bila dokončana nova stavba železniške postaje. 23. oktobra 1906 je bila vzpostavljena železniška povezava s Kaposvárom preko železnice Mocsolád-Tab-Siófok.

### Med svetovnima vojnama
Avgusta 1919 je bil Siófok za kratek čas v središču nacionalne politike, potem ko se je Miklós Horthy, ki se je pripravljal na zatiranje Madžarske sovjetske republike, preselil na območje Siófoka in tam ustanovil svoj štab.
Ob koncu druge svetovne vojne je bilo naselje močno poškodovano, saj je tam za dva meseca obstala fronta.
Med drugo svetovno vojno je bilo leta 1944 deportiranih skoraj 500 Judov, od katerih se jih je vrnilo le 72.

### Sovjetska doba
Leta 1947 je bila v okviru gradbenih del prekopa Sió dokončana nova zapora, ki je omogočila plovbo ladij. Od leta 1950 naselje pripada Šomodski županiji in istega leta postane sedež okrožja.
31. decembra 1968 je Siófok postal mesto. Pred tem je bila zgrajena bolnišnica s 400 posteljami, nato kulturni dom in mestna knjižnica. Leta 1971 je do naselja prišla avtocesta M7 iz smeri Budimpešte. Kasneje je Siófok postal najbolj znana destinacija za poslovne počitnice.

### Po letu 1989
Po letu 1990 sta v mestu začela delovati lokalni časopis in lokalna televizija na prostem. Prvo svetovno prvenstvo v hitri telegrafiji je leta 1995 gostil Siófok.

## Geografija
Siófok leži na južni obali vzhodne kotline Blatnega jezera, kjer se prekop Sió odcepi od jezera. Na severu meji na jezero, na vzhodu na valovite planote, ki tvorijo rob Mezőfölda, na jugu in zahodu pa na položne hribe Külső-Somogy, značilne za južno obalo Blatnega jezera.
Do okrožnega načrta iz leta 1950 je bil Sió meja med okrajema Veszprém in Somogy; Siófok trenutno pripada Somogyju, njegovemu drugemu največjemu naselju in tudi največjemu naselju na obali jezera. V 20. stoletju so mejo večkrat razširili, tako da danes obsega 17 kilometrov od 70-kilometrskega odseka južne obale.
Podnebje na tem območju ima rahle razlike med višinami in padci, vse leto pa je dovolj padavin. Podtip Köppnove podnebne klasifikacije za to podnebje je Cfa (vlažno subtropsko podnebje).

## Gospodarstvo
Čeprav je Siófok znan po svojem turizmu in storitvenem sektorju, se nekaj podjetij ukvarja s proizvodnjo. Nekaj manjših podjetij in kmetov se ukvarja s kmetijstvom, predvsem s sadjarstvom. Znani izdelki mesta so sadni sokovi Sió v različnih okusih. Njihov proizvajalec je podjetje Sió-Eckes (del nemškega Eckesa).
Madžarski proizvajalec pisarniškega materiala SOMOGY REHAB, aluminijastih šotorov Alutent, vodovodne infrastrukture Kristály, gotovega betona TBG Interbeton (del mehiškega Cemexa) in plastike Kaona imajo sedež v mestu.
Norveški proizvajalec kablov Kongsberg Automotive in madžarski proizvajalec infrastrukture za transport plina OV Industries imata tukaj proizvodne obrate.
Večino podjetij je v mestnem industrijskem parku Adria Ipari Park.
Siófok je sedež podjetja Bahart (Balatoni Hajózási Zrt, angleško: Balaton Shipping Company), ki je lastnik in upravljavec 11 jadralnih pristanišč okoli Blatnega jezera (Balatonföldvár, Balatonszemes, Balatonlelle, Balatonboglár, Fonyód, Szigliget, Badacsony, Balatonfüred, Csopak , Alsóörs in Siófok), kot tudi ponudnik rednih potovanj z ladjami za križarjenje, trajektov, vodnih taksijev in organizator regat.

## V literaturi
Siófok se pojavlja v številnih literarnih delih kot kraj dogajanja, zlasti v madžarski literaturi. Najbolj znana primera sta romana Hosszúhajú veszedelem Géze Gárdonyija in Sajkások serege Gáborja Liptáka.

## Gallery
- Plázs Siófok